# サンティアゴ・アバスカル
サンティアゴ・アバスカル(スペイン語: Santiago Abascal Conde, 1976年4月14日 - )は、スペインの政治家。
2004年1月から2005年2月、2005年10月から2009年1月にかけて国民党(PP)所属のバスク州議会議員だった。2013年に国民党を離党し、2014年9月から自ら設立した政党Voxの党首を務めている。

## 概要、主張
長らくPP所属であったが、現在はVOX党首として精力的に活動している。極右とも言える主張から「スペインのトランプ」とも呼ばれ、2018年時点でのアバスカルの政治計画にはすべての不法移民の追放、スペイン領アフリカの飛び地であるセウタとメリリャへの「通り抜けられない壁」の建設、イスラム教の教えの禁止、「国民的英雄」の称賛、カタルーニャ民族主義への大反対が含まれる。
気候変動・地球温暖化懐疑論者として、気候変動などの環境保護を「史上最大の詐欺」と呼び、アジェンダ2030と呼ばれる国連の持続可能な開発目標に反対している。経済問題に関しては、1996年から2004年にかけて国民党のホセ・マリア・アスナール首相の「遺産」を主張し、公共支出の大幅削減を含む経済自由主義と財政保守路線を支持している。

## 経歴
1976年にバスク地方のビスカヤ県ビルバオに生まれ、デウスト大学で社会学を学んで2003年に学位を得た。アバスカルは4人の子の父親であり、配偶者はブロガーのリディア・ベッドマンである。また、アバスカルは自然愛好家であり、長年にわたってスペイン鳥類学会の会員でもある。
1994年に国民党(PP)の党員となり、2004年1月から2005年2月にはアラバ県選挙区選出のバスク州議会議員となった。2005年10月には再びバスク州議会議員となり、2009年1月までバスク州議会議員を務めた。2013年に国民党を離党した。
2013年12月には国民党から派生した政党Voxを設立した。2014年9月には、91%の支持を得て党首に就任。

## 家族
アバスカルの祖父はアラバ県の政治家であり、父親のサンティアゴ・アバスカル・エスクサも地元の政治家だった。1949年にアラバ県アムリオに生まれたサンティアゴ・アバスカル・エスクサは、1976年にスペイン国民連合の党員となり、1978年に国民同盟(AP)に合流している。1987年には国民同盟を中心とする選挙連合のアラバ県支部長に就任し、また国民同盟のアラバ県支部の執行委員となった。1995年にはアムリオ市議会議員となり、3期を市議会議員として過ごした後、2004年にはスペイン下院議員となった。2015年には息子サンティアゴが率いるVoxに加わったが、2017年7月23日に67歳で死去した。
カタルーニャ州ジローナでの集会では、Voxの政策に反発する暴徒らがアバスカルに対して石や卵を投げつけた。